# Àlber de la Font de Can Gurri
L'Àlber de la Font de Can Gurri (Populus alba) és un arbre que es troba al Parc de la Serralada Litoral, el qual és un dels més gruixuts i alts de tots els que hi ha dins dels límits del susdit parc.

## Entorn
Hi havia tres àlbers en el replà de la Font de Can Gurri (tots més que centenaris), la capçada dels quals es veia de lluny sobresortint per damunt de la resta d'espècies que els envoltaven. Tot i que l'àlber té unes arrels poderoses, les fortes ventades de principis de l'any 2009 en va tombar dos (els de capçada més densa i voluminosa) i ara resten a terra, on encara se'n poden admirar els robustos troncs.

## Aspecte general
Té un diàmetre de poc més d'1 metre, una alçària espectacular d'uns 28 metres i una capçada bastant malmesa, irregular i esquifida de resultes de les fortes ventades abans esmentades. És el més gruixut, i un dels més alts, de tots els arbres que hi ha dins dels límits del parc.

## Accés
És ubicat a Santa Maria de Martorelles: prenem la pista que surt de Santa Maria de Martorelles, passa per Can Girona, la Font de la Mercè i s'enfila cap a la carena. En un revolt on la pista deixa d'ésser plana i comença a pujar cap a la carena, surt a la dreta un camí ben marcat (en direcció S), que duu a la Font de Can Gurri. Coordenades: x=443413 y=4596927 z=330.